# 乌克兰摄影技术
摄影作为科学技术和艺术的一个分支，在乌克兰以不同的方式发展。由于早期乌克兰国土曾归属俄罗斯和奥地利两帝国管辖，摄影的目标、技术社会角色也都存在一些差异。

## 概述
十八世纪上半叶，人类利用银盐的光敏效应发明了摄影技术。在接下来的一个世纪里，化学领域的飞速发展也让拍摄得到的图像保存时间得到了延长。
乌克兰的摄影技术来源可以简要概括为西欧和东欧两部分。

## 初期
摄影技术最早引入乌克兰可以追溯到19世纪40年代的基辅年度国际博览会。最早定居于乌克兰的摄影师是法国人雅克和查尔斯保罗赫布斯特；后者在基辅开设了一家银版照相馆。到了19世纪下半叶，卡皮尤克和舒赫维奇二人引领了乌克兰摄影的潮流。

## 传播：1850年-1914年

### 东乌克兰
19世纪50年代，基辅陆续出现了乌克兰本地的摄影师。其中包括切霍维奇、古多夫斯基、列夫蒂克、沃尤基、戈洛斯和杨克等。1864年起，这些摄影师陆续在基辅开设照相馆。
19世纪60至90年代，敖德萨、哈尔科夫、波尔塔瓦等大城市先后开设了专业摄影工作室。1871年，最早的乌克兰摄影师之一维索茨基在基辅开设了一家照相馆，1880年至1886年费迪茨基曾在此工作——这位员工后来成为了著名的乌克兰摄影师和电影摄影师。菲利普哈斯、米奇里、费多罗维茨、赫洛波宁和米古尔斯基是敖德萨当时最著名的摄影师和艺术家。19世纪90年代，安东诺布罗、蒂莫、柴霍夫斯基和机械发明家吉姆申科凭借他们制造的用于提升和投射物体运动的配件名闻遐迩。70年代之后，以伊万尼斯基、特罗菲莫夫和比科夫斯基三人为首的摄影师在哈尔科夫远近皆知；1886年6月起，乌克兰电影摄影和三色摄影的创始人阿尔弗雷德·费德茨基曾在那里工作，并在国外艺术肖像和风景画展上获得一系列奖项。19世纪80至90年代，苏什科娃、谢尔宾、提莫申科和图肯四人渐渐在摄影界崭露头角。
截至1914年，基辅涌现有包括阿尔什涅夫斯基、波比尔、哈斯、古布切夫斯基、叶泽尔斯基、帕尔切夫斯基和舒金在内的许多摄影师、艺术家和专业科学家。19世纪末，俄罗斯帝国技术协会在哈尔科夫（1891）、敖德萨（1897）和基辅（1899）成立了摄影技术分会。除此之外，艺术和科学爱好者协会的分会也陆续在敖德萨、哈尔科夫(1891)和辛菲罗波尔(1896)、耶利萨维格勒(1901)和基辅 (1901)建立分会。另外，名为“达盖尔”的全乌克兰性质的摄影协会也在1906年成立；其不断通过组织报告、远足和比赛发展壮大，并于1908年在基辅组织了全乌克兰摄影师大会和国际艺术摄影展，1911 年在那里组织了国际艺术摄影沙龙。
艺术的发展也让摄影技术进一步商业化；1871年英国人马多克斯发明溴胶版，进一步加快了这一进程。1914年，已有约70名商业摄影师在基辅工作；其中敖德萨有约40人。基辅此时已有6家出售摄影配件的商店；贝尔纳斯基率先开展了实用摄影课程，而基辅照相馆的工作人员耶陆续建立了自己的专业社团。

#### 东部地区的摄影协会
1891年，业余摄影师协会“敖德萨摄影协会”在敖德萨成立。1901年，达盖尔业余摄影师协会在基辅成立，最终于1917年解散。

### 西乌克兰
1914年底，业余摄影师组织USS在喀尔巴阡山脉的新闻公寓成立。这一组织拍摄的第一张照片名为“现场”，由伊瓦内兹拍摄（这一照片于1916年展览于维也纳，18年后在利沃夫被再次展览）。1915年，波宾斯基和盖茨在USS新闻公寓汇编了一本“步枪选集”，其中共包含144位军事摄影师拍摄的36幅作品。

## 两次世界大战：1920年-1939年

### 西乌克兰
在20世纪20年代，利沃夫先后建立了索科尔-巴特卡摄影部和奥斯诺瓦学生摄影协会。最高委员会的经济摘要中第一次引用照片。

1930年，乌克兰摄影协会在利沃夫成立，并先后在斯坦尼斯拉沃夫（今伊凡諾-法蘭科夫斯克）、捷尔诺波尔和羅哈廷建立分会。该协会共有216名成员（1936年），每人都拥有自己的家、工作和图书馆。1933年，协会创刊《光与影》杂志；该杂志每月会组织国内展览和年度图片展览。
该协会的成员还曾于1933年参加芝加哥的展览，于1935年参加萨格勒布的全斯拉夫艺术摄影展；随后他们还陆续参加了一系列摄影比赛。
1935 年，这一协会还与旅游和地方历史学会联合组织了“在照片中的祖国”主题展览，共有68人参与。这一时期协会的杰出成员有：朱利安·多洛士（1931年出版的《业余教科书》和《放大》一书的作者）、罗曼·马斯利亚克和弗拉基米尔·塔尔纳夫斯基等。

### 东乌克兰
俄国社会主义革命与第二次世界大战之后，业余摄影团体在乌克兰的机构、公共组织和工厂中都曾有过传播。当地人定期在乌克兰境外组织摄影展和巡回展览，并在所有区域中心举办有奖竞赛。这一时期的新闻摄影记者大多都来自这些展览的参与者，其中包括李什科、乌赫里诺维奇等军事记者。在这一时期，哈尔科夫陆续涌现出《摄影电影》（1924）《所有人的照片》（1928）等杂志。
20世纪20至30年代，实验室技术人员和摄影师陆续建立起艺术和工业学校；这一时期建成的基辅艺术学院和基辅电影学院即有摄影技术专业。当时最著名的艺术家-摄影师彼得罗娃即曾师从此地，校友德穆茨基和诺维茨基亦曾在一些故事片中担任电影摄影师。
第二次世界大战后，基辅戏剧学院开设了摄影学院。为了消费服务的需要，不少大城市都逐渐开展摄影课程，培养了更多摄影师和技术员。基辅市文化部也在这一时期建立了一个实验性照相馆。

## 乌克兰苏维埃社会主义共和国时期
1971年，摄影师伊利娜在乌克兰记者联盟建立了一所摄影学院；学校经常举办讲座、研讨会、作品集评审。虽然这个学院不是官方教育机构，但马卢申科、克雷科什锦等专业人士都从那里毕业；他们后来也形成了独特的乌克兰的摄影环境。
科兹洛夫斯基也是乌克兰苏维埃社会主义共和国时期最著名的摄影师之一；1948年起，他担任《星火》杂志的特别摄影记者。他的创作作品后期被整理进了共30多张相册；1986 年，他凭借相册《我的基辅》获得舍甫琴科奖。
苏联也有一部分非职业摄影师颇有影响力；其中包括哈尔科夫的米哈伊洛夫（哈尔科夫摄影学院的建立者）和利沃夫的伏尔加洛等。

## 乌克兰生产的摄影工具与材料

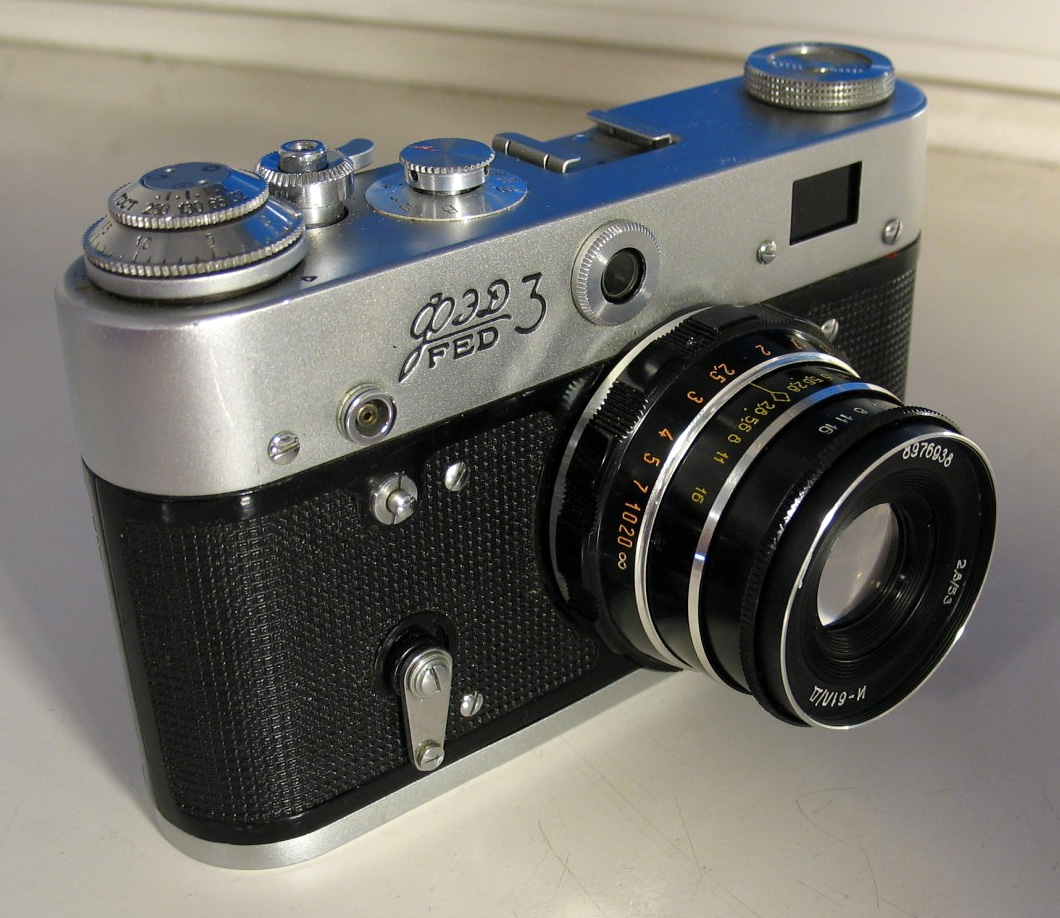
带Industar-61镜头的FED-3 相机

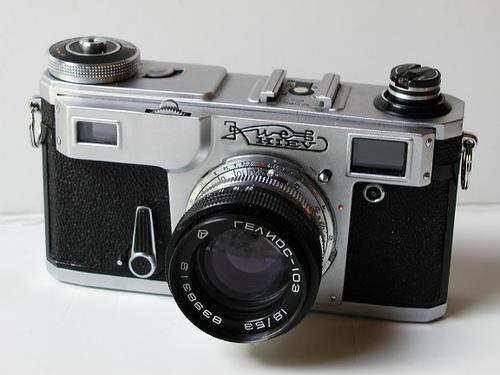
带有赫利俄斯镜头的基辅牌照相机4AM型

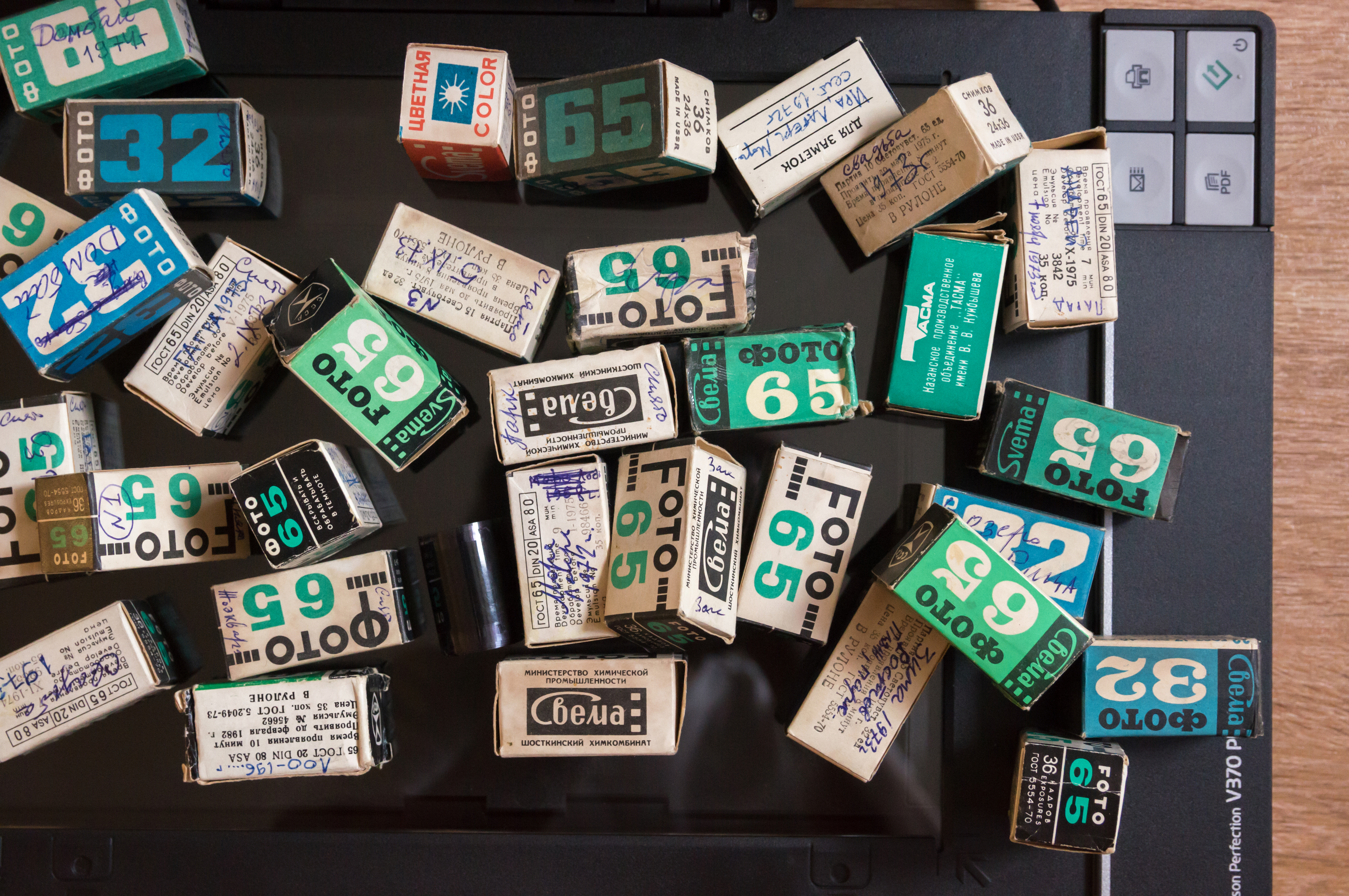

### 摄影材料
1931年，乌克兰苏梅地区开始大规模生产胶片等摄影材料。

### 摄影工具
乌克兰自主制作的相机最早可以追溯到基辅兵工厂用于测距的基辅牌35毫米单反相机。除此之外，同批生产的相机还有Kyiv-Vega 2小型相机（18x24 毫米）。

带有FED系列（ FED-2、FED-3、FED-4 和 FED-5 ）光学测距仪的照相机是在哈尔科夫的联邦机械制造协会制造的。起初，他们的产品是徕卡相机的完全复制品；数年之后，他们逐渐开始自主制造更高级的机型。
除此之外，镜头在第聂伯罗彼得罗夫斯克和费奥多西亚生产，基辅和敖德萨则负责生产照明设备和胶卷。

## 乌克兰侨民的摄影活动
1950 年，居住在美国的乌克兰摄影协会前成员建立了名为“纽约文学艺术俱乐部”的社团。
在美国和加拿大的乌克兰人群体中，专业摄影师大多都拥有摄影工作室，例如芝加哥的达科维奇、在费城的南丁格尔、在纽约的迈斯特连科等。
乌克兰移民出版社也有自己的摄影记者，如加泽维奇、加努赛等。